# Manni (cognome)
Manno è un cognome di lingua italiana.

## Varianti
Manelli, Manin, Manini, Manna, Mannati, Mannelli, Mannello, Manneschi, Mannetti, Mannini, Mannino, Manno, Mannone, Mannoni, Mannucci, Manuzio, Manuzzi.

## Origine e diffusione
Cognome tipicamente panitaliano, è presente prevalentemente in Italia centro-meridionale, specialmente in Toscana.
Potrebbe derivare dal prenome Manno, aferesi sia di Ermanno (rendendo il cognome variante del cognome Ermanni), sia di Alemanno (rendendo il cognome variante del cognome Alemanni). Non è legato ai cognomi Magni, Maino e Mannu.
La variante Manno copre il medesimo areale; Mannini, Mannelli e Mannucci sono toscani; Mannino è calabrese e siciliano; Manin è veneto; Manuzzi è emiliano e romagnolo; Manuzio è veneto, ligure e piemontese.

## Persone
- Fiore Manni – blogger, conduttrice televisiva e scrittrice italiana
- Gino Manni – calciatore e allenatore di calcio italiano
- Giovanni Battista Manni – architetto, ingegnere e urbanista italiano